# Over the FANTASY
「Over the FANTASY」（オーバー ザ ファンタジー）は、植田佳奈の1枚目のシングル。2001年12月5日にavex mode（エイベックス・マーケティング・コミュニケーションズ）から発売された。

## 概要
声優・植田佳奈のデビューシングル。植田自身は、このシングル以前にも曲は出しているが、植田佳奈名義は今作が最初である。
表題曲「Over the FANTASY」は、テレビアニメ『FF：U 〜ファイナルファンタジー:アンリミテッド〜』のオープニングテーマ。作曲は、原作RPG『ファイナルファンタジーシリーズ』で多くの楽曲を手掛ける植松伸夫が担当。

## 収録曲
1. Over the FANTASY -ORIGINAL MIX- [4:20]
作詞：海老根祐子、作曲：植松伸夫、編曲：安藤高弘
  - テレビアニメ『FF：U 〜ファイナルファンタジー:アンリミテッド〜』オープニングテーマ
2. Over the FANTASY -Luckspin Remix- [8:01]
作詞：海老根祐子、作曲：植松伸夫、編曲：83Key
3. Over the FANTASY -EXOTIC Remix- [4:13]
作詞：海老根祐子、作曲：植松伸夫、編曲：安藤高弘
4. Over the FANTASY -ORIGINAL MIX-（Instrumental)
5. Over the FANTASY -Luckspin Remix-（Instrumental)
6. Over the FANTASY -EXOTIC Remix-（Instrumental)